# Вила Антолини (Мачерата)
Вила Антолини је насеље у Италији у округу Мачерата, региону Марке.
Према процени из 2011. у насељу је живело 14 становника. Насеље се налази на надморској висини од 230 м.